# Groeve Moerslag

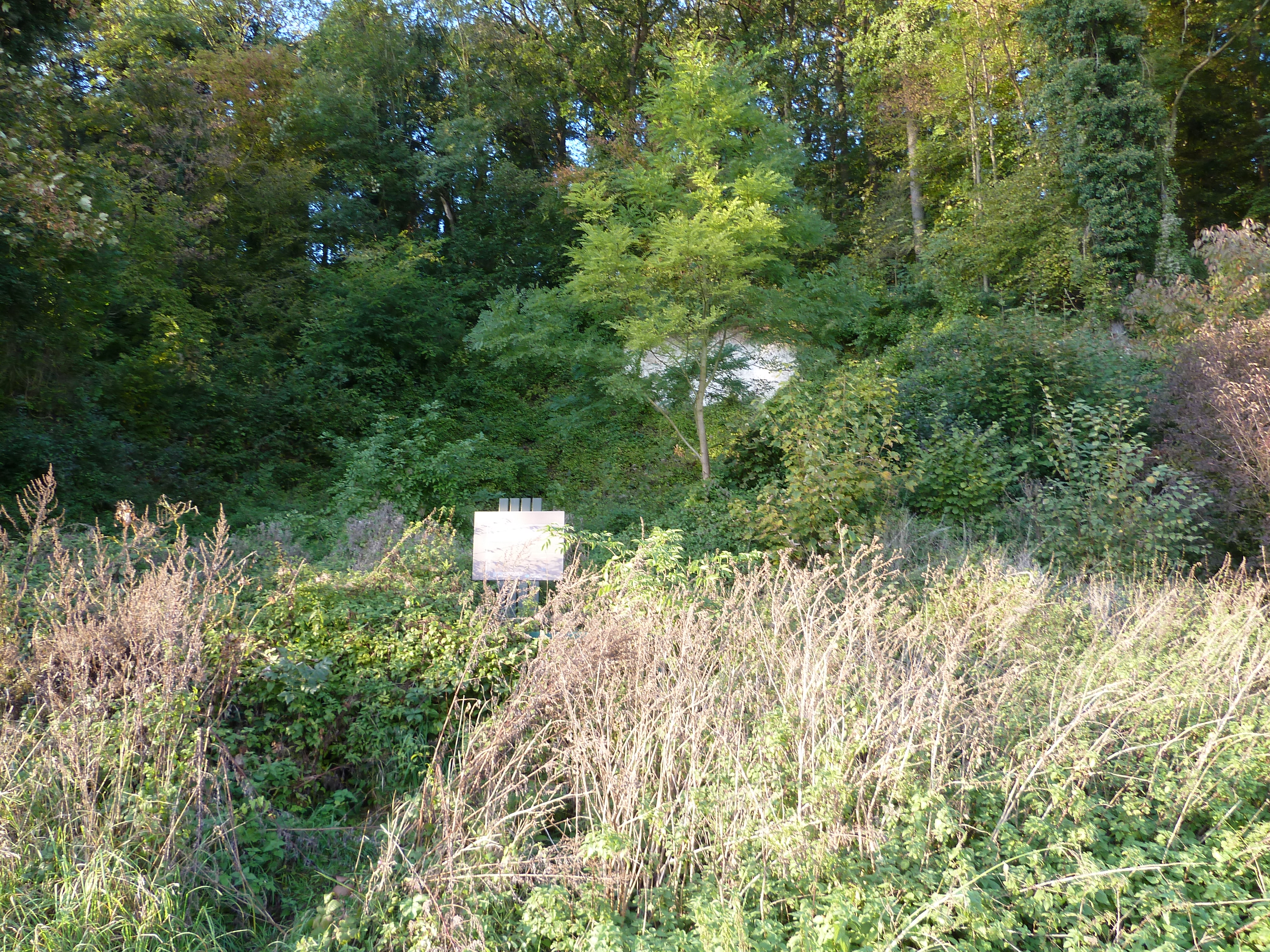
Groeve Moerslag

Het Groeve Moerslag is een kalksteengroeve en geologisch monument in de Nederlandse gemeente Eijsden-Margraten. De bovengrondse groeve ligt aan de Bukel ten noordoosten van Moerslag in de Herkenradergrub, ten zuidwesten van Sint Geertruid, en aan de zuidrand van het Eijsderbos, onderdeel van het Savelsbos. De dagbouwgroeve ligt aan de westelijke rand van het Plateau van Margraten in de overgang naar het Maasdal. Ter plaatse duikt het plateau een aantal meter steil naar beneden.

## Geschiedenis
De groeve werd vroeger gebruikt om hier kalksteen te winnen. Deze kalksteen werd vervolgens gebruikt voor het bemergelen (bemesting) van akkers en weilanden.

## Geologie
In het Boven-Krijt, de periode van tussen de 80 en 65 miljoen jaar geleden, bevond zich hier een zee waarin ontelbare skeletdeeltjes van kleine organismen (plankton) afgezet werden op de bodem.
Hier in de omgeving bevindt zich onder een dunne laag hellingpuin de Kalksteen van Lixhe uit de Formatie van Gulpen, die in het Boven-Krijt hier werd afgezet en die in deze groeve als een van de weinige plaatsen wordt ontsloten. Deze kalksteenlaag is wit van kleur en bevat veel grillige vuurstenen. Door dit vuursteen is deze kalksteenlaag niet geschikt voor het gebruik als bouwmateriaal.
De Rijks Geologische Dienst heeft in de vloer van deze kalksteengroeve een boring uitgevoerd waarbij ze meer dan 80 meter diep heeft geboord. Met deze boring werd de Horizont van Wahlwiller aangetroffen, met daaronder op een diepte van 49,2 meter de glauconiethoudende Kalksteen van Vijlen die geen vuurstenen bevat. Verder borende werd op 82,6 meter diepte de Formatie van Vaals aangetroffen die bestaat uit groenachtige glauconiethoudende zanden en hier ter plaatse een dikte heeft van 33,4 meter. Verder borend bereikte men op een diepte van 82,6 meter de top van Ondercarbonische kalksteen.
Bovenop de kalksteen werd door de Westmaas zand en Maasgrind uit het Laagpakket van St. Geertruid afgezet.